# Pleurothallis spiloporphyrea
Pleurothallis spiloporphyrea är en orkidéart som beskrevs av Donald Dungan Dod. Pleurothallis spiloporphyrea ingår i släktet Pleurothallis och familjen orkidéer. Inga underarter finns listade i Catalogue of Life.